# José Francisco Barrundia y Cepeda

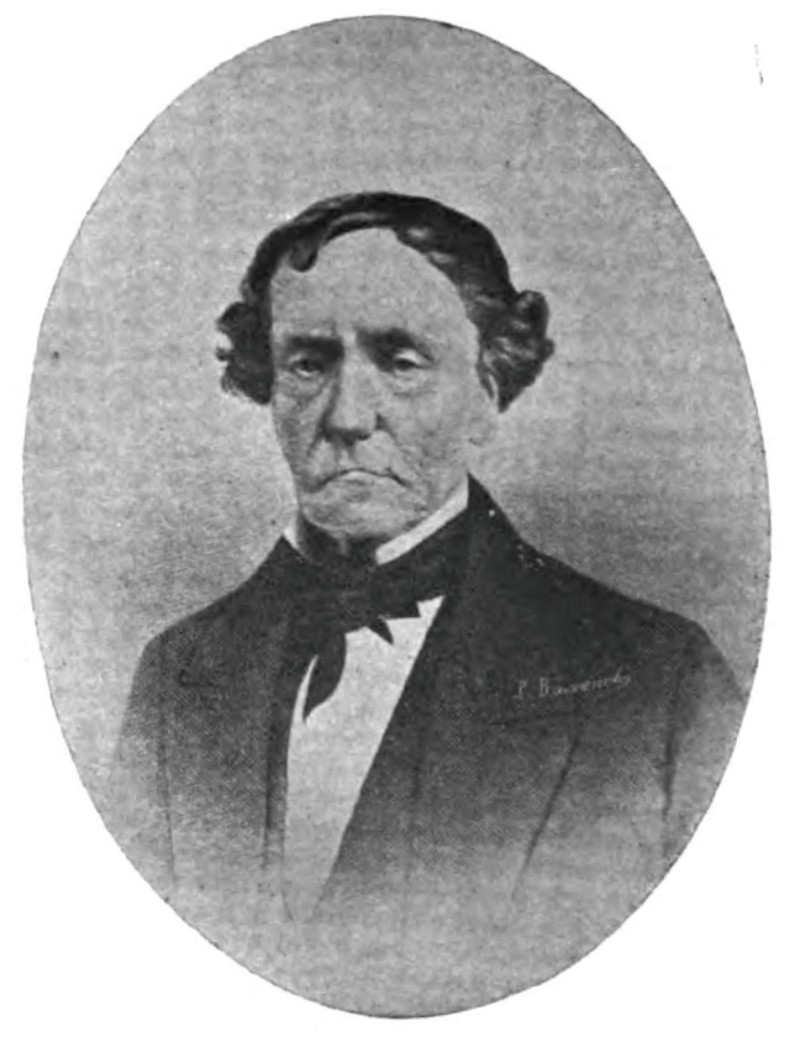
Francisco Barrundia

José Francisco Barrundia y Cepeda (* 1787 in Guatemala-Stadt; † 4. September 1854 in New York) war ein zentralamerikanischer Präsident.

## Leben
Francisco Barrundia wurde als Sohn des Martín Barrundia und der Teresa Cepeda in Guatemala-Stadt geboren. Er war ein Bruder von Juan Barrundia, der 1829 Staatschef der Provinz Guatemala war. Francisco Barrundia besuchte das Colegio Tridentino, wo er am 19. März 1803 einen Abschluss in Philosophie machte. Er war sehr gebildet und sprach mehrere Sprachen.

### Politischer Aufstieg
Barrundia gehörte schon früh zu den Anhängern der zentralamerikanischen Unabhängigkeitsbewegung. So nahm der damalige Dragonerfähnrich und Gemeinderat (Regidor) von Guatemala-Stadt im Dezember 1813 führend an der von dem nicaraguanischen Priester Tomás Ruíz initiierten sogenannten "Verschwörung von Belén" (Conjuración de Belén) teil. Nach deren Scheitern wurde er verhaftet und zum Tod durch die Garrotte verurteilt. Dank der Intervention einflussreicher Freunde aus dem Gemeinderat wurde das Urteil jedoch nicht vollstreckt. Er verblieb aber längere Zeit in Haft.
Ab Juli 1820 arbeitete er an den von dem Arzt Pedro Molina herausgegebenen liberalen Zeitungen "El Editor Constitucional" und "El Genio de la Libertad" mit.
Barrundia war einer der Unterzeichner der zentralamerikanischen Unabhängigkeitserklärung vom 15. September 1821. Den anschließend von Gabino Gaínza und anderen Konservativen betriebenen Anschluss Zentralamerikas an das Kaiserreich Mexiko lehnte er ab und trat stattdessen für die Gründung eines unabhängigen Bundesstaates nach dem Vorbild der Vereinigten Staaten ein.
Nach dem Sturz des mexikanischen Kaisers Agustín I. und der 1823 nachfolgenden Unabhängigkeit Zentralamerikas von Mexiko war Barrundia gemeinsam mit Pedro Molina einer der führenden Köpfe der liberalen Partei und für diese Abgeordneter des Föderationsparlaments. Dort setzte er sich für die Verabschiedung der Verfassung der „Vereinigten Republiken von Zentralamerika“ von 1824 ein.

### Präsident von Zentralamerika
1825 wurde Barrundia zum Stellvertreter des ersten Präsidenten der Zentralamerikanischen Konföderation, des Liberalen Manuel José Arce, gewählt, nahm die Wahl jedoch nicht an. Gemeinsam mit Pedro Molina und anderen führenden Abgeordneten der liberalen Partei im Föderationsparlament kritisierte er die zunehmend konservative Politik Arces scharf. Dies führte im Oktober 1826 zur – verfassungswidrigen – Auflösung des Parlaments durch Arce und dem anschließenden Ausbruch eines Bürgerkriegs.
Nach dem Sturz Arces durch den liberalen Staatschef von Honduras Francisco Morazán und dessen zweimonatigem Interregnum wurde Barrundia am 29. Juni 1829 zum Übergangspräsidenten der Föderation ernannt mit dem verfassungsmäßigen Auftrag, Neuwahlen anzuberaumen. Diese fanden Mitte Juli 1830 statt und endeten mit einem Wahlsieg Morazáns. Am 16. September 1830 übergab Barrundia diesem die Präsidentschaft.

### Weitere politische Tätigkeit
Während der ersten Amtszeit des guatemaltekischen Staatschefs Mariano Gálvez von 1831 bis 1835 gehörte Barrundia als Bildungsminister der Staatsregierung an. In dieser Zeit widmete er sich unter anderem auch der Übersetzung des Livingston Code (eines 1821 bis 1824 von Edward Livingston für den US-Bundesstaat Louisiana entwickelten Strafgesetzbuches) ins Spanische, mit dem Ziel, dieses in Zentralamerika zur Anwendung zu bringen.
In den Folgejahren kam es jedoch zum Zerwürfnis zwischen Barrundia und Gálvez. Dies führte dazu, dass sich Barrundia – ebenso wie Pedro Molina – zunehmend der konservativen Partei annäherten und sich von Gálvez’ Regierung distanzierten. Schließlich trugen Barrundia und Molina im Jahre 1838 zum Sturz Gálvez’ bei, wodurch sie – ungewollt – dem späteren konservativen Präsidenten Rafael Carrera zum Aufstieg verhalfen.
Als Abgeordneter des Staatsparlaments von Guatemala brachte Barrundia im Jahre 1839 den Antrag ein, Guatemala zu einem freien, unabhängigen und souveränen Staat zu erklären (und damit den Austritt Guatemalas aus der Zentralamerikanischen Konföderation zu beschließen), der sodann auch mehrheitlich angenommen wurde.
1848 gründete Barrundia die Zeitung "Album Republicano".
Zuletzt war Barrundia Botschafter von Honduras in Washington. Er starb 1854 in New York. Seine sterblichen Überreste wurden 1913 auf Initiative des damaligen Präsidenten Manuel Estrada nach Guatemala überführt.